# 蔡文會
蔡文會（1561年—1603年），號益吾，锦衣卫官籍江西廣信府贵溪县人，明朝政治人物。

## 生平
万历十三年（1585年）順天府乙酉科舉人，十七年登己丑科進士，户部觀政，十八年四月授海门县知县，二十年調簡，二十六年考察，改任教职，二十七年補任大名府教授，二十九年升國子監博士，三十一年升刑部主事，本年卒。

## 家族
曾祖蔡旭綸，祖蔡廣武，父蔡輔全，百户。